# Fabio Besta
Fabio Besta foi um contabilista, nascido em Teglio de Valtellina, Lombardia, Itália, em 17 de janeiro de 1845, e falecido em Tresivio, Itália, em 3 de Outubro de 1922. Graduou-se contador em 1868 pelo Instituto Técnico Comercial de Sondrio. Em 1872, começou a lecionar na Escola Superior de Comércio de Veneza, localizada na Ca' Foscari.
Sua principal contribuição à história da contabilidade é a criação da Escola Controlista, através de sua obra La Ragioneria, que defendia que o principal objetivo da contabilidade era o controle dos fatos econômicos.
Pôde-se citar alguns benefícios da Escola Controlista ou Veneziana para a contabilidade, tais como: A distinção entre a contabilidade geral (entidades privadas) e a contabilidade aplicada (entidades publicas); A criação jurídica dos Livros Fiscais; e a Personificação do Patrimônio Líquido.